# Charlotte von Ahlefeld
Charlotte Sophie Luise Wilhelmine von Ahlefeld (Ottmannshausen, Berlstedt, Turíngia, 6 de desembre de 1781-Teplice, Bohèmia, 27 de juliol de 1849) fou una novel·lista alemanya. Emprà per a algunes de les seues novel·les el sobrenom d'Elise Selbig, i de Natalia per a alguns dels seus poemaris.
Von Ahlefeld nasqué prop d'Erfurt amb el nom de Charlotte von Seebach en el si d'una família noble del Regne de Hannover. Son pare era comandant i rebé una educació refinada per part de professors particulars i institutrius.
Començà a escriure de jove i publicà la primera novel·la al 1797: rebé molt bones crítiques de Goethe. Es casà amb Johann Ritter von Ahlefeld, un terratinent de Schleswig el 21 de maig de 1798. Se separaren al 1807, però continuaren vivint a Schleswig fins al 1821, quan es mudà a Weimar i es feu amiga de Charlotte von Stein. Al 1846, va morir en un balneari a causa de la seua fràgil salut.

## Obres seleccionades
- Liebe und Trennung, oder merkwürdige Geschichte der unglücklichen Liebe zweyer fürstlicher Personin jetziger Zeit (Weißenfels, 1797)
- Maria Müller (1799)
- Die Bekanntschaft auf der Reise (Berlín, 1801)
- Die Stiefsöhne
- Therese (Hamburg, 1805)
- Briefe auf einer Reise durch Deutschland und die Schweiz im Sommer (1808)
- Altona (1810)
- Franziska und Änneli (1813)
- Erna (1819)
- Felicites (1825)
- Der Stab der Pflicht (1832)